# Ibrahim Hananu
Ibrahim Hananu o Ibrahim Hanano (en árabe, إبراهيم هنانو, Ibrāhīm Hanānū) fue un político sirio, fundador del partido político Bloque Nacional. Hananu fue una de las figuras centrales en la resistencia contra la ocupación francesa durante el mandato francés en Siria.  

## Biografía
Ibrahim Hananu nació en 1869 en Kafr Takharim, una fértil zona de cultivo de olivos en el distrito de Harim, al oeste de Alepo. Este era hijo de una familia rural adinerada de origen kurdo. 
Hananu asistió a la escuela local de Corán, hasta que su familia lo envió a la Escuela Imperial en Alepo. Este continuó sus estudios en administración y magisterio en la Mülkiye de Estambul. Aun siendo estudiante se unió al Comité Unión y Progreso (CUP), partido nacionalista y reformista turco de principios del siglo XX. Posteriormente, regresó a Alepo

## Carrera
Tras regresar a Alepo, este trabajó en varios departamentos gubernamentales del Imperio otomano, que dejará más tarde para dedicarse a sus fincas. Cuando estalló la Rebelión Árabe, en 1916, Hananu se incorporó al ejército árabe de Faisal I y entró a Alepo con los aliados en 1918. Tras haber abrazado la causa nacionalista, se unió a la sociedad secreta nacionalista al-Fatat, aunque no haya ninguna evidencia de ello. En el verano de 1919, fue elegido representante de la ciudad de Harim en el Congreso de Damasco.
Tras regresar a Alepo, Hananu reclutó a jóvenes para formar la Liga de Defensa Nacional. Junto a esta liga, surgió un órgano político para propagar la idea de la unidad nacional siria, el Club Árabe de Alepo. Entre sus fundadores estaban Hananu, Najib Baqi Zadih, y Abd al-Rahman al-Kayyali. El presidente del club era una de las principales figuras religiosas de Alepo, el Shaykh Mas’ud al-Kawakibi. El matiz político de estas dos organizaciones era una mezcla de regionalismo alepino y nacionalismo árabe. Bajo la influencia de Ibrahim Hananu y otros líderes de ideología política similar, la élite musulmana de Alepo asumió una identidad nacional árabe. El punto de inflexión decisivo en esta conversión no fue la Rebelión Árabe, sino lo que se conoce como la “Rebelión de Hananu”.

## La Rebelión de Hananu
La Rebelión de Hananu estalló en otoño de 1919 en los alrededores de Alepo, diez meses antes de que los franceses ocuparan la ciudad. Cuando Francia ocupó Alepo en julio de 1920, la superioridad militar francesa calmó la agitación urbana y condujo a gran parte del liderazgo nacionalista a los confines del campo. La Rebelión de Hananu dependió de la ayuda del movimiento nacionalista turco bajo el mando de Mustafa Kemal Atatürk, que simultáneamente luchaba contra el ejército francés de la zona del Levante por el control de Cilicia y el sur de Anatolia. Con la retirada de la asistencia militar turca tras la firma del Acuerdo Franklin-Bouillon en octubre de 1921, Hananu y sus hombres ya no pudieron sostener la rebelión y la lucha se derrumbó.
Hananu actuó de una manera otomana definitivamente moderna al mostrar lealtad al Estado y subordinar su identidad lingüística y familiar, en su caso kurda, a la pertenencia a un orden militar y burocrático, y el rechazo de toda limitación a la soberanía política y la preeminencia social musulmanas.
Gran parte de la historiografía nacionalista siria considera que la Rebelión de Hananu es solo la primera de una serie más amplia de revueltas coordinadas, incluida la Gran Rebelión de 1925, contra la ocupación francesa del Estado nación emergente. 
Ibrahim Hananu siguió teniendo un papel importante en el movimiento nacionalista sirio. Fue uno de los fundadores del Bloque Nacional (al-Kutla al-Wataniyya), que surgió en la Conferencia de Beirut de octubre de 1927. El Bloque Nacional marcaría el curso de la lucha por la independencia hasta su finalización diecinueve años después.

## Juicio
En 1922, Ibrahim Hananu fue arrestado y presentado ante el tribunal penal militar francés, acusado de actos delictivos. Las primeras sesiones de la corte se celebraron el 15 de marzo de 1922. Uno de los mejores abogados en ese momento, Fathallah Saqqal, defendió a Hananu y abogó por su inocencia, argumentando que este era un oponente político, no un criminal.
El 25 de marzo de 1922, el fiscal general francés solicitó la ejecución de Hananu, pero el juez francés lo liberó tras un acuerdo entre Hananu y el gobierno francés.

## Muerte y legado
Hananu murió en 1935 en Alepo. Es considerado como uno de los más famosos guerreros y héroes de la resistencia contra los franceses. Tras la muerte de Hananu, su casa en Alepo fue utilizada por los nacionalistas sirios y fue llamada "casa de la nación." Su sobrino, Omar al Sibai, fue uno de los líderes comunistas en Siria.